# Emerald 38
Der Massengutschiffstyp Emerald 38 wurde in der Volksrepublik China in Serie gebaut.

## Einzelheiten
Die Emerald-38-Baureihe wurde aus dem Typ Emerald 37 entwickelt, den Neptun Ship Design in Rostock und Shanghai entworfen hatte. Seit 2013 wird der neuere Typ 38 auf der chinesischen Werft Zhejiang Ouhua Shipbuilding für die Reederei Nord gebaut.
Die Schiffe sind als Handysize-Massengutschiffe mit achtern angeordneten Aufbauten ausgelegt. Sie haben fünf Laderäume mit jeweils eigener Luke, deren Lukendeckel hydraulisch betätigt werden. Der gesamte Laderaumrauminhalt beträgt bei Schüttgütern rund 47.550 m³. Zum Ladungsumschlag stehen vier mittschiffs angebrachte, hydraulische Schiffskräne zur Verfügung. Der Schiffstyp kann bei einem Tiefgang von 10,50 m rund 38.000 Tonnen transportieren. Die Einheiten sind auf den Transport verschiedener Massengüter, wie zum Beispiel Getreide, Kohle, Mineralien inklusive verschiedener Gefahrgüter ausgelegt. Die Tankdecke der Laderäume ist für den Erztransport verstärkt ausgeführt. Es können darüber hinaus auch Sackgüter, Stahlprofile, -röhren und andere Massenstückgüter, jedoch keine Decksladungen transportiert werden.
Der Antrieb der Schiffe besteht aus einem Zweitakt-Dieselmotor. Der Motor ermöglicht eine Geschwindigkeit von etwa 14 Knoten. Es stehen drei Hilfsdiesel und ein Notdiesel-Generator zur Verfügung.